# Corymbia intermedia
Espèce
Classification phylogénétique
Corymbia intermedia, appelé communément gommier rosâtre, est une espèce de plantes à fleurs du genre Corymbia et de la famille des Myrtaceae. C'est un arbre originaire d'Australie.

## Description
Corymbia intermedia est un arbre qui peut atteindre une hauteur de 35 m. L'écorce reste sur l'arbre entier, est brun rougeâtre ou gris-brun et en forme de damier. Les petites branches ont une écorce verte. Il y a des glandes à huile dans la moelle, mais pas dans l'écorce.
Corymbia intermedia est hétérophylle. Les feuilles sont toujours divisées en pétiole et en limbe. Le limbe des jeunes individus est elliptique à ovale ou lancéolé et présente des poils glandulaires raides et parfois des poils simples. La feuille du limbe des plantes d'âge moyen est elliptique à ovale, verte entière et brillante. Le pétiole des spécimens adultes mesure de 8 à 20 mm de long. Le dessus et le dessous des feuilles vert brillant sur les spécimens adultes sont relativement épaisses, d'une longueur de 10 à 15 cm et d'une largeur de 2 à 3 cm, lancéolée à largement lancéolée ou ovée, droite, conique ou ronde avec une base rajeunissante ou ronde et une extrémité supérieure pointue. Les nerfs surélevés vont à de petites distances à un angle obtus du nerf médian. Sur chaque moitié de la feuille il y a un nerf intramarginal prononcé, continu. Les cotylédons sont presque circulaires.
L'inflorescence se fait une tige de 10 à 18 mm, chacune avec environ sept fleurs. Le pédicelle est en forme de tige avec une longueur de 2 à 14 mm.
Le bouton de fleur fariné non-bleu-vert ou dépoli est en forme de poire avec une longueur de 6 à 8 mm et un diamètre de 3 à 4 mm. Les sépales forment un calyptre qui reste jusqu'à la fleur (anthèse). Le calyptre lisse est hémisphérique ou conique, plus étroit que le calice lisse (hypanthium) et plus court que celui-ci. Les fleurs sont blanches ou crème.
Le fruit pédonculé a une longueur de 10 à 21 mm et un diamètre de 8 à 16 mm, en forme d'œuf ou d'urne, avec trois à quatre valves,.
La graine régulière et aplatie latéralement, barrée ou en forme d'œuf, a un spermoderme réticulaire, terne à semi-mat, rouge-brun. Le hile est au sommet de la graine.

## Aire de répartition
Corymbia intermedia se trouve en Nouvelle-Galles du Sud, de Gloucester au nord jusqu'au Queensland, à la péninsule d'York, soit une distance totale de 2 500 km et à moins de 100 km de la côte est.

## Habitat
Il pousse sur les sols limoneux et sablonneux et à des altitudes allant jusqu'à 1 200 m, avec des précipitations annuelles modérées de 750 à 2 200 mm et des pluies principalement estivales. Il est présent dans la forêt ouverte, ou parfois des arbres seuls poussent dans une forêt fermée ou sur les marges des forêts tropicales.

## Écologie
Corymbia intermedia est associé à des espèces comme Corymbia tessellaris, Eucalyptus caliginosa, Eucalyptus tereticornis, Eucalyptus crebra, Eucalyptus racemosa, Eucalyptus propinqua, Eucalyptus pilularis, Eucalyptus grandis, Eucalyptus resinifera, Allocasuarina littoralis et Acacia flavescens.
Dans le parc national de Bungawalbin, au nord de la Nouvelle-Galles du Sud, on a observé le phalanger de Norfolk mordre et creuser dans l'écorce pour faire une plaie dans le tronc puis lécher la sève. Le comportement fut aussi enregistré pour Petaurus australis. L'étude de l'habitat forestier du phalanger volant et du Petaurus gracilis montre que la présence du gommier rosâtre était corrélée avec la présence de la première espèce et l'absence de la dernière espèce.

## Utilisation
Le bois de cœur rose foncé à brun rougeâtre. Son poids spécifique est d'environ 1 010 kg/m3. Comme Corymbia gummifera et Corymbia polycarpa, il est dur et durable pour des poutres, des traverses de chemin de fer, des panneaux durs et des clôtures. La sciure de gommier rosâtre est irritante pour les yeux et la peau.

## Source de la traduction
- (en) Cet article est partiellement ou en totalité issu de l’article de Wikipédia en anglais intitulé « Corymbia intermedia » (voir la liste des auteurs).